# Campionato cipriota di calcio a 5 2005-2006
Il Campionato cipriota di calcio a 5 2005-2006 è stato il settimo campionato cipriota di calcio a 5 ed è stato giocato nella stagione 2005-06. Dopo il girone di play-off, la vittoria finale è andata al Parnassos.

## Stagione regolare
| Pos | Squadra            | Pti | G  | V  | N | P  | GF | GS |
| --- | ------------------ | --- | -- | -- | - | -- | -- | -- |
| 1   | Parnassos          | 34  | 12 | 11 | 1 | 0  | 80 | 21 |
| 2   | AGBU Ararat        | 27  | 12 | 9  | 0 | 3  | 90 | 26 |
| 3   | G.C. School        | 19  | 12 | 6  | 1 | 5  | 42 | 48 |
| 4   | Pneumatics Omonoia | 16  | 12 | 5  | 1 | 6  | 53 | 58 |
| 5   | Cyprus College     | 14  | 12 | 4  | 2 | 6  | 35 | 41 |
| 6   | APOK               | 7   | 12 | 2  | 1 | 9  | 35 | 96 |
| 7   | SPE Strovolou      | 6   | 12 | 2  | 0 | 10 | 45 | 90 |

|  | Play-Off   |
|  | Retrocesse |

## Play-off
| Pos | Squadra            | Pti | G  | V  | N | P  | GF  | GS |
| --- | ------------------ | --- | -- | -- | - | -- | --- | -- |
| 1   | Parnassos          | 49  | 18 | 16 | 1 | 1  | 109 | 38 |
| 2   | AGBU Ararat        | 42  | 18 | 14 | 0 | 4  | 121 | 45 |
| 3   | Pneumatics Omonoia | 22  | 18 | 7  | 1 | 10 | 82  | 96 |
| 4   | G.C. School        | 19  | 18 | 6  | 1 | 11 | 58  | 79 |